# Ligi
Ligi (Liegen jusqu'en 1945) est un village polonais de la voïvodie de Varmie-Mazurie, dans le powiat d'Ostróda.

## Histoire
La petite colonie de Lygen (devenue vers 1400 Adlig Liegn, puis jusqu'en  1871 Liegen) est évoquée pour la première fois en 1400 dans les sources. En 1874, le domaine de Liegen est rattaché au district d'Amalienruh de l'arrondissement d'Osterode.
En 1910, le village comptait 61 habitants. Le 30 septembre 1928, il fut annexé à la commune de  Bienau.